# Marie d'Agoult
Marie Catherine Sophie de Flavigny, comtesse d'Agoult (Frankfurt del Main, Hessen, 31 de desembre de 1805 - París, 5 de març de 1876) coneguda sota el pseudònim de Daniel Stern, va ser una escriptora francesa.

## Biografia
Filla de l'aristòcrata francés emigrat Alexandre Victor François de Flavigny (1770-1819) i de Maria Elisabeth Bethmann (1772-1847 (provinent d'una família jueva alemanya convertida al cristianisme), Marie de Flavigny va ser educada, des dels catorze anys, al convent de les Germanes del Sagrat Cor de Jesús, a l'antic hôtel Biron (actual Museu Rodin). Va casar-se amb el comte Charles Louis Constant d'Agoult, (1790-1875) el 16 de maig de 1827. El va abandonar el 19 d'agost de 1835 després d'haver-ne infantat dues filles, Louise (1828-1834) i Claire (1830-1912), la qual es casarà amb el marquès Guy de Charnacé (1825-1909).
Entre 1835 i 1839 va viure amb el compositor Franz Liszt, amb qui va tenir tres fills:
- Blandine (1835-1862), primera muller del polític Émile Ollivier, i morta de part;
- Cosima (1837-1930), muller primer de Hans von Bülow i després de Richard Wagner;
- Daniel (1839-1859), mort de tuberculosi (el títol de la novel·la Nélida és l'anagrama de Daniel).

Les seues primeres narracions, Hervé, Julien, Valentia, Nélida (anagrama de Daniel), van sortir entre 1841 i 1845. La seua obra més coneguda (escrita sota el pseudònim de Daniel Stern) és la Història de la Revolució de 1848 en 2 volums (1851). Entre les seues altres obres cal esmentar Esquisses morales (Esbossos morals, 1849), Trois journées de la vie de Marie Stuart (Tres dies de la vida de Maria Stuard, 1856), Florence et Turin (Florència i Torí, 1862), Histoire des commencements de la république aux Pays-Bas (Història dels inicis de la república als Països Baixos, 1872) i Mes souvenirs (Els meus records) publicats a títol pòstum (1877).
Va ser enterrada a la secció núm. 54 del cementiri del Père-Lachaise.
Té un carrer dedicat a París, al 15è arrondissement (carrer de Daniel Stern).

## Amistats i conflictes
La relació de Marie d'Agoult amb George Sand va ser de vegades amistosa, però molt sovint conflictiva. L'any 1839, a Béatrix, Honoré de Balzac va fer al·lusions directes a Marie d'Agoult, la qual es va reconèixer en el personatge de Béatrix de Rochefide (una persona perniciosa). Marie d'Agoult també reconegué George Sand, a la mateixa novel·la, sota els trets aduladors de Félicité des Touches (una autèntica intel·lectual). Li va agradar tan poc el seu retrat, que a partir de l'aparició de la novel·la va odiar Balzac.
Va mantenir una gran amistat amb Julie-Victoire Daubié, primera batxillera de França, a qui va connectar amb els ambients periodístics.